# تخلیه الکتریکی در گازها
تخلیه الکتریکی در گازها (به انگلیسی: Electric discharge in gases) زمانی رخ می‌دهد که جریان الکتریکی به دلیل یونش گاز از یک محیط گازی عبور کند. بسته به عوامل مختلف، تخلیه ممکن است نور مرئی تابش کند. خواص تخلیه الکتریکی در گازها در ارتباط با طراحی منابع روشنایی و در طراحی تجهیزات الکتریکی ولتاژ بالا مورد مطالعه قرار می‌گیرد.

## انواع تخلیه

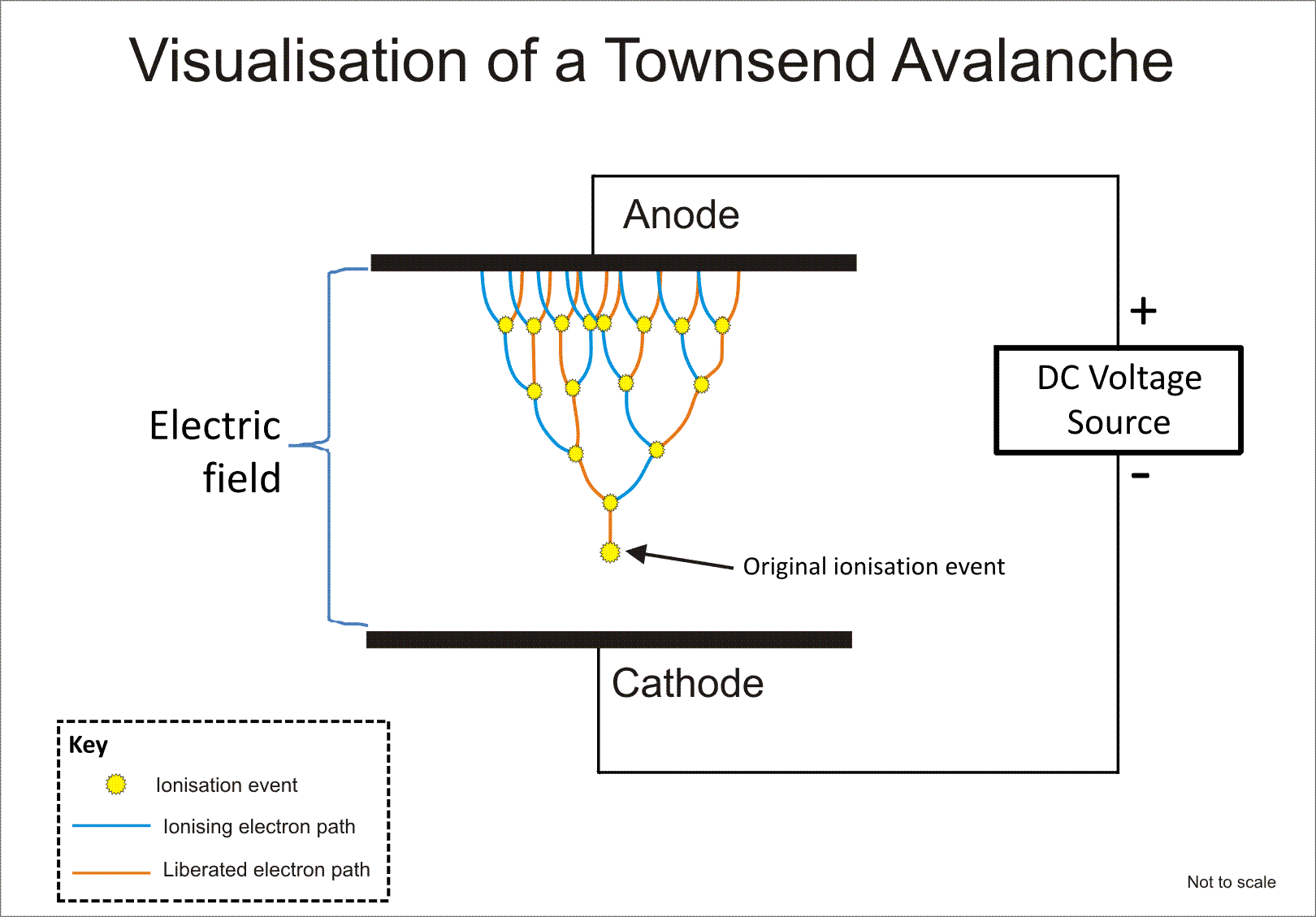
اثر بهمنی بین دو الکترود. رویداد یونش اولیه یک الکترون را آزاد می‌کند و هر برخورد بعدی یک الکترون دیگر را آزاد می‌کند، بنابراین از هر برخورد دو الکترون پدید می‌آید: الکترون یون‌ساز و الکترون آزاد شده.

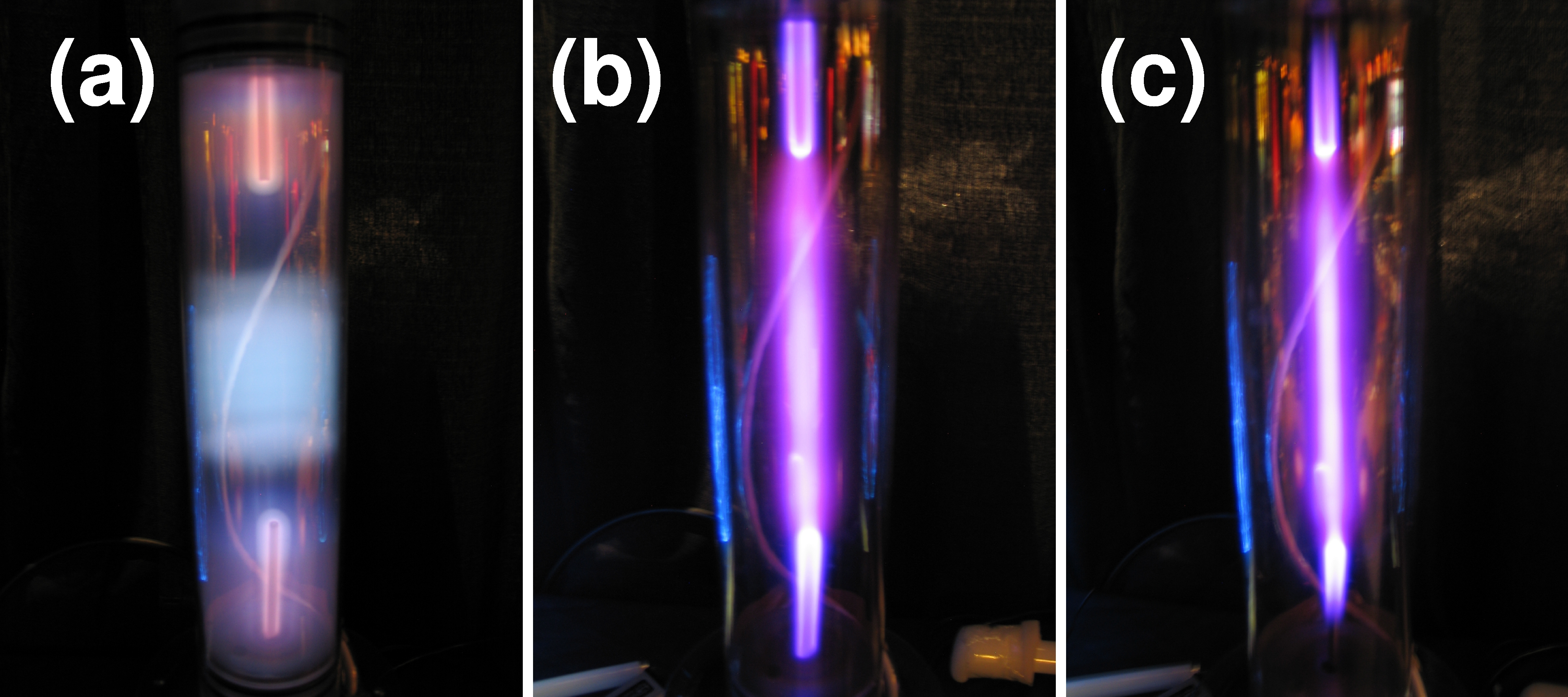
گذار از حالت درخشش به حالت تخلیه قوسی در آرگون، با افزایش فشار گاز.

مشخصه‌های ولتاژ-جریان تخلیه الکتریکی در نئون در فشار ۱ تور، با دو الکترود مسطح که با فاصله ۵۰ سانتی‌متر از هم جدا شده‌اند[ مشکوک – بحث کنید ]
A: پالس‌های تصادفی ناشی از تابش کیهانیB: جریان اشباعC: تخلیه بهمنی تاونزندD: تخلیه خودمُداوم تاونزندE: ناحیه ناپایدار: تخلیه کروناF: تخلیه فروغی زیرهنجارG: تخلیه فروغی بهنجار H: تخلیه فروغی ناهنجار I: ناحیه ناپایدار: گذار قوس-تابش J: قوس الکتریکی K: قوس الکتریکی ناحیه A-D تخلیه تاریک نامیده می‌شود؛ مقداری یونش وجود دارد، اما جریان کمتر از ۱۰ میکروآمپر است و مقدار قابل توجهی تابش تولید نمی‌شود. ناحیه F-H ناحیه‌ای از تخلیه فروغی است؛ پلاسما تابش ضعیفی گسیل می‌کند که تقریباً تمام حجم لوله را اشغال می‌کند؛ بیشتر نور توسط اتم‌های خنثی برانگیخته گسیل می‌شود. ناحیه I-K ناحیه‌ای از تخلیه قوس الکتریکی است؛ پلاسما در یک کانال باریک در امتداد مرکز لوله متمرکز شده است؛ مقدار زیادی تابش تولید می‌شود.

در لامپ‌های کاتد سرد، تخلیه الکتریکی در گاز دارای سه ناحیه با مشخصه‌های جریان-ولتاژ متمایز است:
- I: تخلیه تاونزند، زیر ولتاژ شکست. در ولتاژهای پایین، تنها جریانی که وجود دارد، جریانی است که به دلیل تولید حامل‌های بار در گاز توسط پرتوهای کیهانی یا سایر منابع تابش یون‌ساز ایجاد می‌شود. با افزایش ولتاژ اعمال شده، الکترون‌های آزاد حامل جریان، انرژی کافی برای یونش بیشتر را به دست می‌آورند و باعث ایجاد بهمن الکترونی می‌شوند. در این رژیم، جریان از فمتوآمپر به میکروآمپر افزایش می‌یابد، یعنی نُه مرتبه بزرگی، برای افزایش بسیار کمی در ولتاژ. مشخصه‌های ولتاژ-جریان در نزدیکی ولتاژ شکست شروع به کاهش تدریجی می‌کنند و درخشش قابل مشاهده می‌شود.
- II: تخلیه فروغی، که پس از رسیدن به ولتاژ شکست رخ می‌دهد. ولتاژ دو سر الکترودها ناگهان افت می‌کند و جریان تا محدوده میلی‌آمپر افزایش می‌یابد. در جریان‌های پایین‌تر، ولتاژ دوسَر لامپ تقریباً مستقل از جریان است؛ این در لامپ‌های رگولاتور ولتاژ تخلیه فروغی استفاده می‌شود. در جریان‌های پایین‌تر، مساحت الکترودهای تحت پوشش تخلیه فروغی متناسب با جریان است. در جریان‌های بالاتر، فروغ بهنجار (normal glow) به تابش غیرطبیعی تبدیل می‌شود، ولتاژ دو سر لامپ به تدریج افزایش می‌یابد و تخلیه فروغی سطح بیشتری از الکترودها را می‌پوشاند. سوئیچینگ کم‌مصرف (تیراترون‌های تخلیه فروغی)، تثبیت ولتاژ و کاربردهای روشنایی (مانند لامپ‌های نیکسی، دکاترون‌ها، لامپ‌های نئون) در این ناحیه کار می‌کنند.
- III: تخلیه قوس الکتریکی، که در محدوده آمپر جریان رخ می‌دهد؛ ولتاژ دو سر لامپ با افزایش جریان کاهش می‌یابد. لامپ‌های سوئیچینگ جریان بالا، مانند اسپارک گپ تحریک‌شده، ایگنیترون، تایترون و کریترون (و مشتق لامپ خلاء آن، اسپریترون، که از قوس خلاء استفاده می‌کند)، لامپ‌های قوس‌جیوه پرقدرت و منابع نور پرقدرت، مانند لامپ‌های بخار جیوه و لامپ‌های متال‌هالید، در این محدوده کار می‌کنند.

تخلیه فروغی با برخورد الکترون‌ها به اتم‌های گاز و یون‌سازی آنها تسهیل می‌شود. برای تشکیل تخلیه فروغی، مسیر آزاد متوسط الکترون‌ها باید به‌طور معقولی طولانی اما کوتاه‌تر از فاصله بین الکترودها باشد؛ بنابراین تخلیه‌های فروغی به راحتی در فشارهای خیلی کم و خیلی زیاد گاز رخ نمی‌دهند.
ولتاژ شکست برای تخلیه فروغی طبق قانون پاشن به صورت غیرخطی به حاصلضرب فشار گاز و فاصله الکترود بستگی دارد. برای یک فشار معین × مقدار فاصله، کمترین ولتاژ شکست وجود دارد. افزایش ولتاژ ضربه برای فواصل الکترودی کوتاه‌تر، به دلیل طولانی بودن بیش از حد مسیر آزاد متوسط الکترون‌ها در مقایسه با فاصله الکترودی است.
مقدار کمی از یک عنصر رادیواکتیو ممکن است به صورت یک قطعه جداگانه از ماده (مثلاً نیکل-۶۳ در کریترون) یا به عنوان افزودنی به آلیاژ الکترودها (مثلاً توریم) به لوله اضافه شود تا گاز را پیش‌یونیده (preionize) و قابلیت اطمینان شکست الکتریکی و سوزش تخلیه فروغی یا قوسی را افزایش دهد. یک ایزوتوپ رادیواکتیو گازی، مثلاً کریپتون-۸۵، نیز می‌تواند مورد استفاده قرار گیرد. الکترودهای سوزش و الکترودهای تخلیه نگهدارنده نیز می‌توانند مورد استفاده قرار گیرند.
نسبت E/N بین میدان الکتریکی E و غلظت ذرات خنثی N اغلب استفاده می‌شود، زیرا میانگین انرژی الکترون‌ها (و بنابراین بسیاری از خواص دیگر تخلیه) تابعی از E/N است. افزایش شدت الکتریکی E به اندازه ضریب q همان عواقب کاهش چگالی گاز N به اندازه ضریب q را دارد.
یکا SI آن V·cm² است، اما یکای تاونزند (Td) اغلب استفاده می‌شود.

## کاربرد در محاسبات آنالوگ
استفاده از تخلیه فروغی برای حل برخی از مسائل نقشه‌برداری در سال ۲۰۰۲ شرح داده شد. طبق مقاله‌ای در مجله نیچر که این کار را شرح می‌دهد، محققان کالج امپریال لندن نشان دادند که چگونه یک نقشه‌کوچک ساخته‌اند که به گردشگران نشانگرهای مسیر نورانی می‌دهد. برای ساخت تراشه یک-اینچی لندن چیپ، تیم طرحی از مرکز شهر را روی یک اسلاید شیشه‌ای حکاکی کرد. قرار دادن یک درپوش صاف روی آن، خیابان‌ها را به لوله‌های توخالی و متصل تبدیل کرد. آنها این لوله‌ها را با گاز هلیوم پُر کردند و الکترودهایی را در مراکز کلیدی گردشگری قرار دادند. هنگامی که ولتاژی بین دو نقطه اعمال می‌شود، الکتریسیته به‌طور طبیعی در امتداد کوتاه‌ترین مسیر از A به B از خیابان‌ها عبور می‌کند - و گاز مانند یک چراغ نواری کوچک و درخشان می‌درخشد. این رویکرد، خود یک رویکرد محاسباتی آنالوگ مرئی جدید برای حل طیف گسترده‌ای از مسائل جستجوی ماز (maze searching problems) بر اساس خواص روشن شدن تخلیه فروغی در یک تراشه ریزسَیالی ارائه می‌دهد.